# Municipio de Wayne (condado de Noble, Ohio)
El municipio de Wayne (en inglés: Wayne Township) es un municipio ubicado en el condado de Noble en el estado estadounidense de Ohio. En el año 2010 tenía una población de 485 habitantes y una densidad poblacional de 8,75 personas por km².

## Geografía
El municipio de Wayne se encuentra ubicado en las coordenadas 39°54′37″N 81°23′10″O / 39.91028, -81.38611. Según la Oficina del Censo de los Estados Unidos, el municipio tiene una superficie total de 55.46 km², de la cual 46,15 km² corresponden a tierra firme y (16,78 %) 9,31 km² es agua.

## Demografía
Según el censo de 2010, había 485 personas residiendo en el municipio de Wayne. La densidad de población era de 8,75 hab./km². De los 485 habitantes, el municipio de Wayne estaba compuesto por el 97,53 % blancos y el 2,47 % eran de una mezcla de razas. Del total de la población el 0,21 % eran hispanos o latinos de cualquier raza.